# Румунска православна црква у Белој Цркви
Румунска православна црква у Белој Цркви подигнута је и освештана 9. јула 1872. године.
На основу предлога Румунске црквене општине, Магистрат је крајем 1868. године одобрио грађевински плац за градњу цркве. Следеће године Румунска црквена општина откупила је гостиону „Турска глава” коју је преуредила за привремену богомољу.
Градња румунске црква отпочела је 1871. године и завршена је наредне године.